# August Ritter

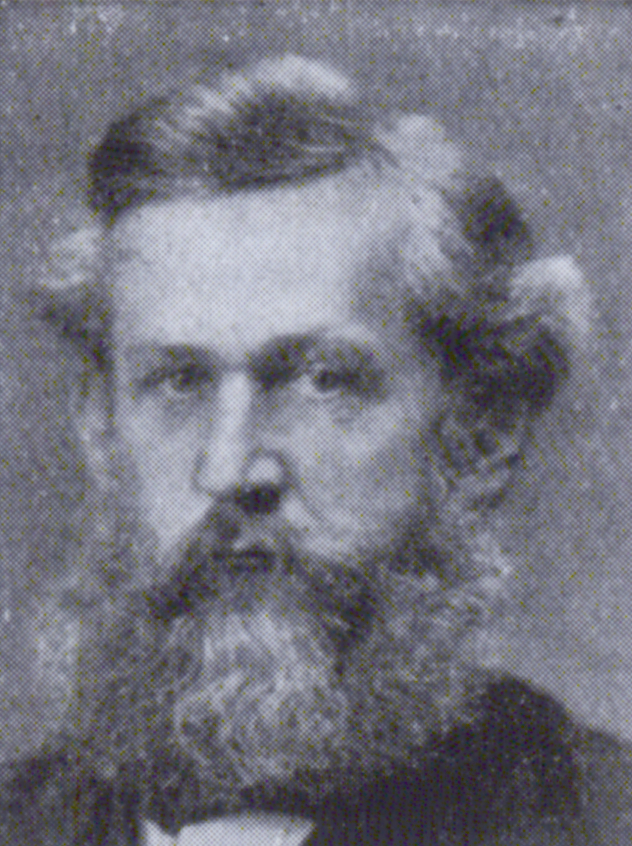
August Ritter

Georg Dietrich August Ritter (* 11. Dezember 1826 in Lüneburg; † 26. Februar 1908 ebenda) war ein deutscher Astrophysiker sowie Professor für Mechanik. Er entwickelte das Rittersche Schnittverfahren zur Berechnung von Stabkräften in Fachwerken und machte grundlegende Beiträge zur Physik der Sterne.

## Leben
August Ritter studierte von 1843 bis 1846 in Hannover und von 1850 bis 1853 in Göttingen, wo er auch mit einer Arbeit über das Prinzip des kleinsten Zwanges promovierte. Danach wurde er 1856 Lehrer am Polytechnikum in Hannover. Im Oktober 1870 wurde Ritter der erste Inhaber des Lehrstuhls für Ingenieurmechanik und Mechanik an der TH Aachen. Er blieb in Aachen bis zu seinem Ruhestand 1899. Im Jahre 1903 kehrte er in seine Geburtsstadt Lüneburg zurück, wo er 1908 verstarb. Einen Großteil seines Büchernachlasses vermachte er der Bibliothek der RWTH Aachen. Einige seiner Lehrbücher wurden auch in den Sprachen Englisch und Französisch herausgegeben. Der Nachfolger von August Ritter auf dem Lehrstuhl für Mechanik an der RWTH Aachen war Arnold Sommerfeld.
Ritter war seit 1851 Mitglied des Corps Saxonia Göttingen.

## Beitrag zur Theorie des Sternaufbaus
Ritter veröffentlichte von 1878 bis 1889 eine Serie von 18 Abhandlungen in Wiedemanns Annalen mit dem Titel Untersuchungen über die Constitution gasförmiger Weltkörper und 1879 die Monografie Anwendungen der Mechanischen Wärmetheorie auf kosmologische Probleme, die im Wesentlichen aus dem Inhalt der ersten fünf dieser Abhandlungen besteht. Ritter geht in diesen Arbeiten von der Hypothese aus, dass die Sterne polytrope Gaskugeln sind, also die Gesetze des idealen Gases gelten. Aus diesen Annahmen hat er unter anderem folgende Resultate hergeleitet:
- Die Wärmekapazität von Gaskugeln ist negativ.[5]
- Die Differenzialgleichung, welche die Dichte einer Gaskugel als Funktion des Radius beschreibt. Sie wird heute als Lane-Emden-Gleichung bezeichnet, obwohl sie in der Arbeit von Jonathan Homer Lane zur Sonnentemperatur nicht explizit enthalten ist.[6][7]
- Eine Formel für die radiale Schwingungsperiode einer Gaskugel.[8] Er formuliert die Hypothese, dass damit der Helligkeitswechsel von veränderlichen Sternen erklärt werden kann.[9]
- Eine erste Theorie der Sternentwicklung und Masse-Leuchtkraft-Beziehung für Sterne.[10]

Die Bedeutung der Arbeiten von August Ritter zur stellaren Astrophysik werden durch die Beschreibung von Subrahmanyan Chandrasekhar deutlich:

“From this very brief and inadequate summary of the important results that are contained in Ritter's papers, it should be clear that almost the entire foundation for the mathematical theory of stellar structure was laid by him.”

Die Rolle, welche Ritter im Gesamtkontext der Entwicklung der Physik des Sternaufbaus gespielt hat, ist auch in Giora Shavivs Buch The Life of Stars, The Controversial Inception and Emergence of the Theory of Stellar Structure dargestellt.

## Ehrungen
Im Jahr 1892 wurde er zum Mitglied der Leopoldina gewählt.
Für seine ingenieurwissenschaftlichen Leistungen wurde ihm 1903 „in Würdigung seiner grundlegenden und hervorragenden Arbeiten auf dem Gebiet der technischen Mechanik und der Statik der Baukonstruktionen“ seitens der TH Dresden der Ingenieur-Ehrendoktor (Dr. Ing. E. h.) verliehen.
Nach Ritter sind der Ritter-Krater sowie die benachbarten Ritter-Rillen auf dem Mond benannt.

## Schriften
- Über das Princip des kleinsten Zwanges. Dieterich, Göttingen 1853 (Inaugural-Dissertation, Academica Gottingensia Ann. 1853/1854).
- Elementare Theorie und Berechnung eiserner Dach- und Brücken-Constructionen. Rümpler, Hannover 1863.
- Lehrbuch der Technischen Mechanik. 8. Auflage. Baumgärtner, Leipzig 1900 (Digitalisat in der Google-Buchsuche – Erstausgabe:  1865).
- Lehrbuch der Höheren Mechanik. 3. Auflage. Baumgärtner, Leipzig 1899 (Erstausgabe:  1873).
  - 1. Teil: Lehrbuch der analytischen Mechanik (Digitalisat in der Google-Buchsuche).
  - 2. Teil: Lehrbuch der Ingenieur-Mechanik (Digitalisat in der Google-Buchsuche).
- On the Constitution of Gaseous Celestial Bodies. In: Astrophysical Journal. Band 8, Nr. 12, 1898, S. 293 (englisch).
- Anwendungen der Mechanischen Wärmetheorie auf kosmologische Probleme. Sechs Abhandlungen enthaltend Untersuchungen über die Constitution gasförmiger Weltkörper. Carl Rümpler, Hannover 1879.
- Die Fortpflanzung der Wasserwellen. In: Zeitschrift des Vereines Deutscher Ingenieure. Nr. 36, 1892, S. 934–954 (vk.com).